# Tidal
Tidal (произношение: Тайдъл) (стилизирано като TIDAL, познато и като TIDALHiFi) е платена услуга за разпространение на музика, която предлага песни и видео с високо качество. Услугата е пусната онлайн през 2014 г. от норвежката компания Aspiro, която към момента е притежавана от американския рапър Jay-Z. Платформата разполага с над 60 милиона песни и 240 хиляди видеоклипа. Tidal претендира, че плаща на артистите най-високата такса от всички конкурентни стрийминг компании, за да използва проектите им.

## Планове
| Име           | Цена на месец                                   | Реклами | Време за слушане | Качество | Битрейт                        | Кодек    |
| ------------- | ----------------------------------------------- | ------- | ---------------- | -------- | ------------------------------ | -------- |
| Tidal Премиум | - 9,99 EUR - 9,99 GBP - 9,99 USD - 8,99 BGN     | Не      | Неограничено     | Ниско    | 320 kbps или 96 kbps (мобилен) | AAC      |
| Tidal HiFi    | - 19,99 EUR - 19,99 GBP - 19,99 USD - 17,99 BGN | Не      | Неограничено     | Високо   | 1411 kbps                      | FLAC MQA |